# 百都河
百都河，又稱百南河，红河支流，发源于云南省富宁县龙能山，经广西百色那坡县流入越南高平省境內，與儒桂河匯集後，稱吟江，其後汇入红河。
百都河由于属于“红河”支流，在广西境内为独立水系，多被称为“百都河红河水系”，广西境内流域面积为1454平方公里，境内河段长度为62公里，多年平均年径流量11.6亿立方米。